# Hoher Fricken
De Hoher Fricken is een berg in de deelstaat Beieren, Duitsland. De berg heeft een hoogte van 1940 meter.
De Hoher Fricken is onderdeel van het Estergebergte, dat weer deel uitmaakt van de Bayerische Voralpen.